# Aaron Sorkin
Aaron Benjamin Sorkin (New York, 9 juni 1961) is een Amerikaanse Oscarwinnende scenarioschrijver en producent, bekend van films als The Social Network, Charlie Wilson's War, A Few Good Men en tv-series als The West Wing, Studio 60 on the Sunset Strip en The Newsroom.

## Biografie
Aaron Sorkin groeide op in een Joods gezin in Scarsdale in de staat New York. Zijn moeder was lerares en zijn vader advocaat. Na de middelbare school begon Sorkin aan de Universiteit van Syracuse, waar hij in 1983 afstudeerde met een Bachelor of Fine Arts in Musicaltheater.

### Theater
Na zijn afstuderen verhuisde Sorkin naar New York, waar hij een voorliefde voor het scenarioschrijven ontdekte. In de jaren tachtig schreef hij zijn eerste toneelstukken en verwierf snel een bekende naam in het New Yorkse theaterwereldje. Zijn meest bekende toneelstuk was A Few Good Men, waarvan de filmrechten al vóór de première werden opgekocht door Hollywood producent David Brown.

### Scenarioschrijver (1991-1998)
Castle Rock Entertainment nam Sorkin daarop aan om zijn theaterstuk te herschrijven voor een filmadaptatie. De film, geregisseerd door Rob Reiner, bleek een groot succes aan de kassa. Sorkin werkte inmiddels onder contract bij Castle Rock en schreef voor hen nog twee scenario’s. Eerst Malice, een medische thriller met Nicole Kidman en Alec Baldwin die uitkwam in 1993 en The American President, een romantische komedie uit 1995.
Naast zijn vaste contract sleutelde Sorkin als scriptdoctor aan scenario’s van andere films, zo schreef hij enkele dialogen voor Sean Connery en Nicolas Cage in The Rock en wijzigde enkele scènes voor Will Smith in Enemy of the State.

### Televisie (1998-2007)
Aan het einde van de jaren negentig begon Sorkin met het ontwikkelen van een televisieserie. Sports Night werd een komedie over het reilen en zeilen van een sport show (à la Studio Sport) voor het televisiestation ABC. De serie werd na twee seizoenen gestopt vanwege tegenvallende kijkcijfers.
Maar inmiddels was Sorkin al bezig aan een volgende televisieserie. The West Wing is een televisiedrama over de verwikkelingen rondom de fictieve Amerikaanse president Josiah 'Jed' Bartlet (gespeeld door Martin Sheen) en de leden van zijn staf in het Witte Huis. De pilot werd uitgezonden in 1999 en geproduceerd door Warner Bros. Television. Het eerste seizoen won uiteindelijk het recordaantal van 9 Emmy Awards. Voor de eerste vier seizoenen schreef Sorkin zelf nog mee aan vrijwel elke aflevering. De serie stopte uiteindelijk in 2006 na zeven seizoenen.
De derde serie die Sorkin produceerde en schreef was Studio 60 on the Sunset Strip. Deze serie bood een kijkje achter de schermen van een grote sketch show zoals Saturday Night Live. In september 2006 zond NBC de pilot uit en de serie werd ontvangen met positieve waarderingen. Toch vielen die cijfers naarmate het seizoen vorderde tegen en werd de serie door NBC geschrapt.

### 2004 – heden
Sorkin had het theater nog niet achter zich gelaten en schreef daarvoor The Farnsworth Invention, dat in 2007 in het La Jolla Playhouse in Californië in première ging. Ook herschreef hij A Few Good Men omdat het stuk in 2005 ook in Londen werd opgevoerd.
Universal Studios vroeg Sorkin vervolgens om het non-fictie boek Charlie Wilson’s War the herschrijven als filmscript. In 2007 kwam de film uit met Tom Hanks als de kleurrijke Texaanse senator Charlie Wilson en geregisseerd door Mike Nichols.
In augustus 2008 liet Sorkin weten dat hij het script aan het schrijven was voor een film over het ontstaan van Facebook. Die film, The Social Network, ging in première op 1 oktober 2010. Sorkin won een Oscar, een BAFTA en een Golden Globe voor zijn script.
In 2011 kwam de film Moneyball uit, waaraan Sorkin ook meeschreef.

## Privé
Sorkin was van 1996 tot 2005 getrouwd met Julia Bingham. Ze hebben één dochter, geboren in 2000.
Sorkin is politiek actief en steunt de Democratische Partij. Zo heeft hij regelmatig financieel bijgedragen aan de campagnekas en meegeschreven aan een anti-Bush reclame.
In 1987 begon Sorkin met het gebruik van marihuana en cocaïne. In 1995 heeft hij zich daarom laten opnemen om af te kicken in het Hazelden Institute in Minnesota. Maar in april 2001 werd hij op Burbank Airport gearresteerd vanwege het bezit van paddo’s, marihuana en crack.

## Werk

### Televisie
- Sports Night (1998-2000) bedenker, schrijver (40 afleveringen) en uitvoerend producent (45 afleveringen)
- The West Wing (1996-2006) bedenker, schrijver (86 afleveringen), uitvoerend producent (89 afleveringen)
- Studio 60 on the Sunset Strip (2006-2007) bedenker, schrijver (22 afleveringen), uitvoerend producent (22 afleveringen)
- The Newsroom (2012, voorheen bekend als More as This Story Develops voor HBO[15]), bedenker, schrijver (8 afleveringen)

### Films
- A Few Good Men (1992)
- Malice (1993)
- The American President (1995)
- Charlie Wilson's War (2007)
- The Social Network (2010)
- Moneyball (2011)
- Steve Jobs (2015)
- Molly's Game (2017)
- The Trial of the Chicago 7 (2020)

### Theaterstukken
- Removing All Doubt (1984)
- Hidden in This Picture (1988)
- A Few Good Men (1989)
- Making Movies
- The Famsworth Invention